# Zápis o zásadách česko-slovenské akce
Zápis o zásadách česko-slovenské akce (nebo také kyjevský zápis) byl proveden dne 29. srpna 1916 Milanem Rastislavem Štefánikem. Tímto dokumentem byla uznána vůdčí pozice Československé národní rady (ČNR) v celém československém zahraničním odboji.

## Vznik
V roce 1916 vznikl spor o řízení krajanského odboje v Rusku. Místopředseda Československé národní rady Josef Dürich odcestoval v červenci do Ruska, aby dosáhl podřízení Svazu česko-slovenských spolků České národní radě. Josef Dürich se nechal ovlivnit ruskými kruhy, které požadovaly přenesení centra odboje právě do Ruska. Do Ruska přijel i Milan Rastislav Štefánik, aby situaci urovnal. Dne 29. srpna 1916 dosáhl přijetí tzv. kyjevského zápisu (Zápis o zásadách česko-slovenské akce), čímž byla uznána pozice ČNR v rámci zahraničního odboje.
V lednu 1917 schválila ruská vláda vytvoření Československé národní rady na Rusi v čele s Josefem Dürichem. Rada na Rusi byla separatistickým orgánem nezávislým na ČNR. Dürich pak byl z tohoto důvodu vyloučen z ČNR.